# Jason Bast
Jason Bast (* 2. Juni 1989 in Regina, Saskatchewan) ist ein deutsch-kanadischer Eishockeyspieler, der zuletzt bis zum Ende der Saison 2024/25 bei den Augsburger Panthern aus der Deutschen Eishockey Liga (DEL) unter Vertrag gestanden und dort auf der Position des Centers gespielt hat. Zuvor war Bast bereits für die Fischtown Pinguins Bremerhaven, Nürnberg Ice Tigers, Kölner Haie und Adler Mannheim in der DEL aktiv.

## Karriere

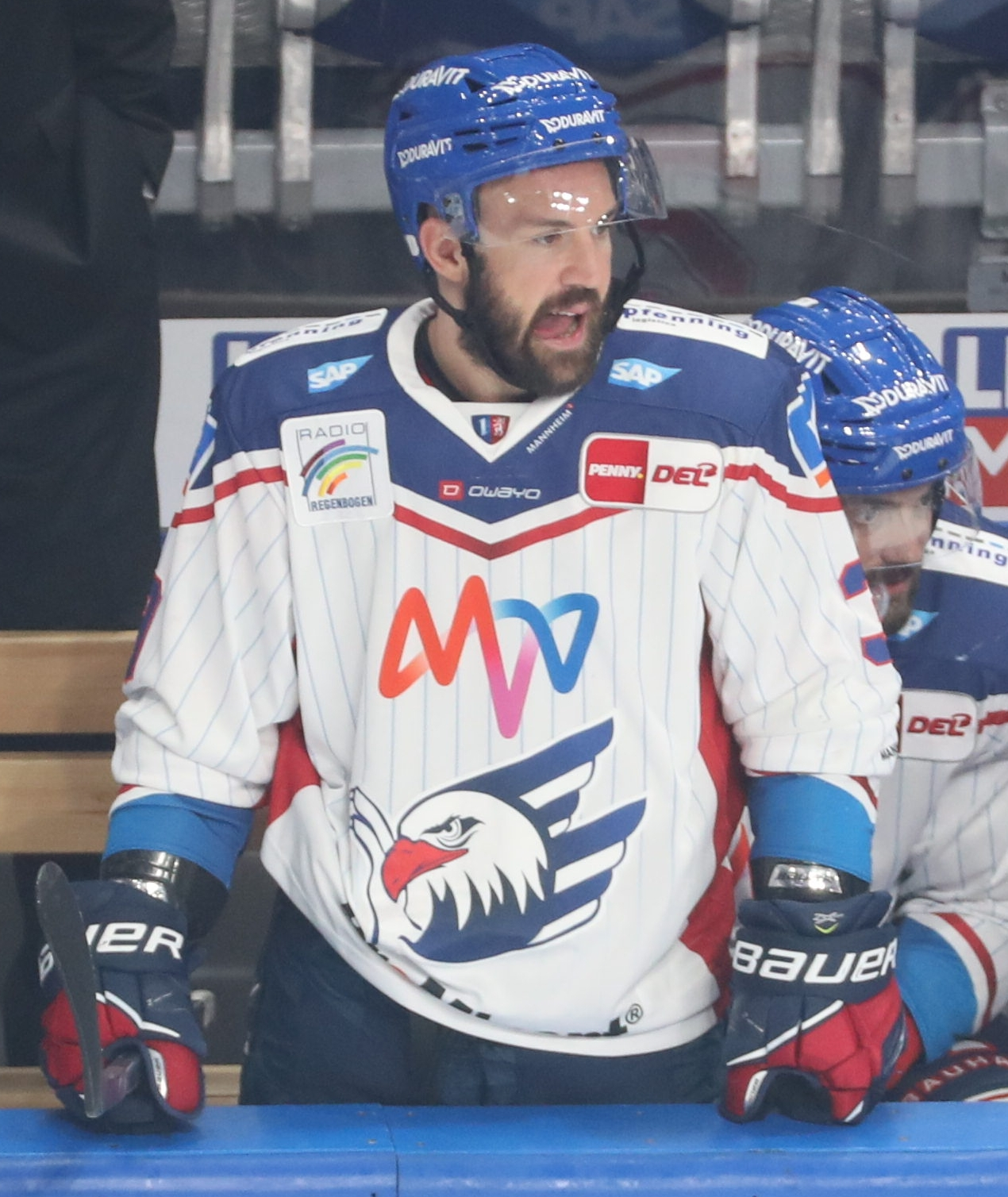
Bast im Trikot der Adler Mannheim (2022)

Zwischen 2005 und 2010 absolvierte Bast mehr als 300 Spiele für die Moose Jaw Warriors aus der Western Hockey League (WHL), wo er im Jahr 2010 die Brad Hornung Trophy als sportlich fairster Spieler gewann. Darüber hinaus erhielt er auch den CHL Sportsman of the Year Award, bei dessen Wahl er sich gegen Ryan Spooner und Mike Hoffman durchsetzte. Anschließend schrieb sich der Stürmer im Sommer 2010 an der Saint Francis Xavier University ein und spielte in den folgenden vier Jahren parallel zu seinem Studium für die Eishockeymannschaft der Hochschule, die X-Men, in der Canadian Interuniversity Sport (CIS). In diesem Zeitraum erhielt er zahlreiche individuelle Auszeichnungen.
Im März 2014 unterschrieb der Mittelstürmer einen Vertrag bei den Idaho Steelheads aus der ECHL. Vor allem in der Folgesaison, die Bast ebenfalls mit den Steelheads begann, ließ er aufhorchen und erzielte in 54 ECHL-Einsätzen 31 Tore sowie 23 Torvorlagen, nachdem er im Vorjahr bereits in ECHL All-Rookie Team berufen worden war. In derselben Saison spielte er auch kurzzeitig für zwei Mannschaften aus der American Hockey League (AHL), die Bridgeport Sound Tigers und Charlotte Checkers.
Zur Saison 2015/16 wagte er den Sprung nach Europa und nahm ein Angebot des EHC Visp aus der Schweizer National League B (NLB) an. Anfang Dezember kam es zur Trennung, Bast zog in die Slowakei weiter, wo er mit dem HC 05 Banská Bystrica Vizemeister wurde. Ende Mai 2016 gaben die Fischtown Pinguins Bremerhaven, damals noch deutscher Zweitligist, Basts Verpflichtung zur Saison 2016/17 bekannt. Ende Juni bekam der Verein aus Bremerhaven eine Lizenz für die höchste Spielklasse in Deutschland, die Deutsche Eishockey Liga (DEL), zugesprochen. Mit Bremerhaven erreichte er 2017 und 2018 die Playoffs der DEL. Nach dem Ende des Spieljahres 2017/18 verließ er die Mannschaft.
Im April 2018 gaben die Nürnberg Ice Tigers Basts Verpflichtung bekannt. Mit über 40 erzielten Punkten spielte er bei den Mittelfranken seine bisher erfolgreichste DEL-Saison und wechselte zur Spielzeit 2019/20 zum Ligarivalen Kölner Haie. Ende März 2020 gaben die Adler Mannheim Basts Verpflichtung bekannt, bei denen er schlussendlich zwei Spielzeiten verbrachte. Zur Saison 2022/23 kehrte Bast nach Köln zurück und absolvierte dort zwei weitere DEL-Spielzeiten. Im Juni 2024 wurde sein Wechsel zu den Augsburger Panthern bekannt.

## Erfolge und Auszeichnungen
| - 2010 Brad Hornung Trophy - 2010 CHL Sportsman of the Year - 2011 CIS (AUS) All-Rookie Team - 2011 CIS (AUS) Rookie of the Year (A. J. MacAdam Trophy) - 2011 CIS All-Rookie Team | - 2011 CIS Rookie of the Year (Clare Drake Award) - 2014 ECHL-Rookie des Monats Oktober - 2015 ECHL-Rookie des Monats Januar - 2015 ECHL All-Rookie Team - 2016 Slowakischer Vizemeister mit dem HC 05 Banská Bystrica |

## Karrierestatistik

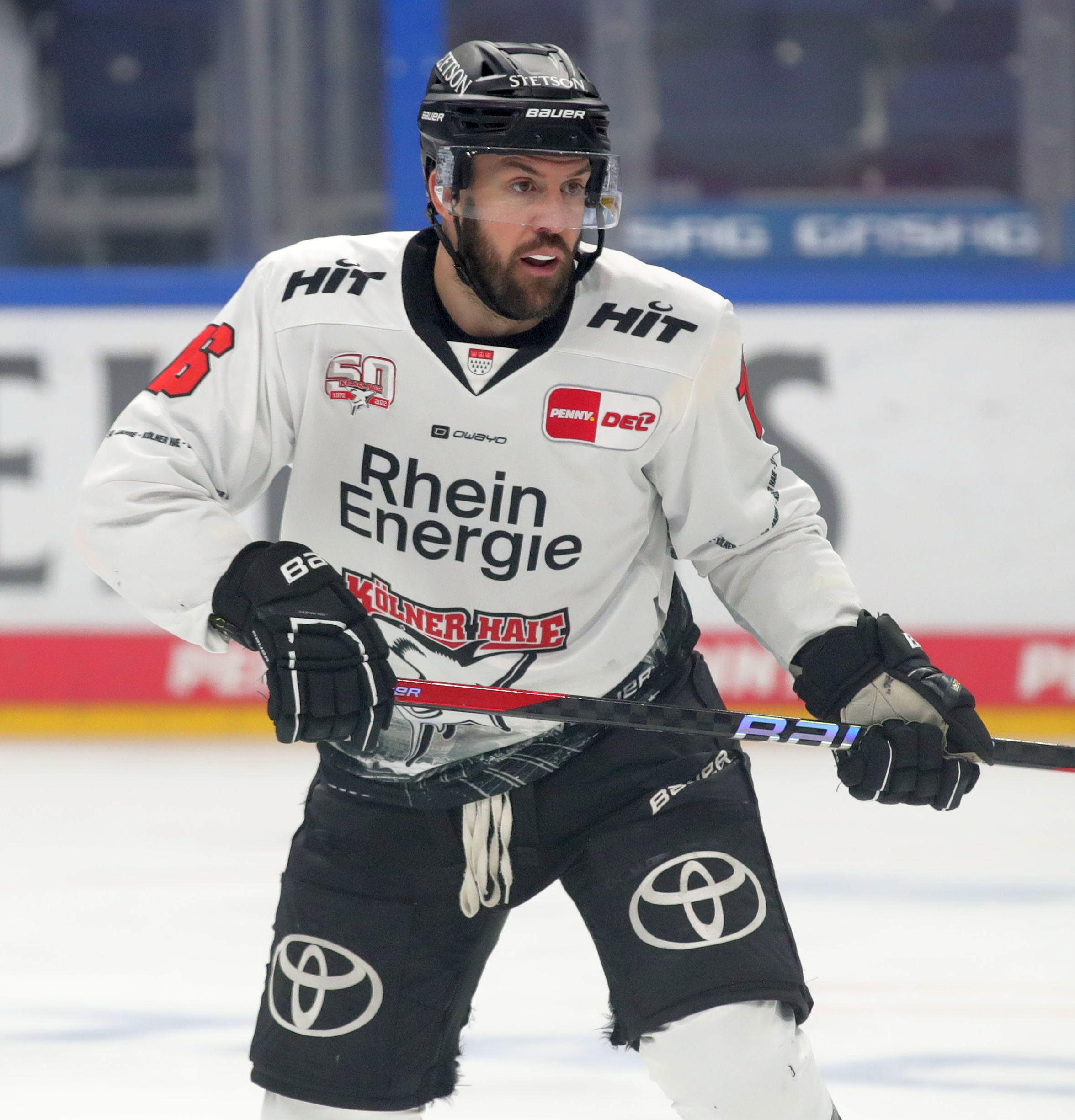
Bast als Spieler der Kölner Haie (2023)

Stand: Ende der Saison 2024/25
(Legende zur Spielerstatistik: Sp oder GP = absolvierte Spiele; T oder G = erzielte Tore; V oder A = erzielte Assists; Pkt oder Pts = erzielte Scorerpunkte; SM oder PIM = erhaltene Strafminuten; +/− = Plus/Minus-Bilanz; PP = erzielte Überzahltore; SH = erzielte Unterzahltore; GW = erzielte Siegtore; 1 Play-downs/Relegation; Kursiv: Statistik nicht vollständig)